# 大阪市议会
大阪市会（日语：／ Ōsaka shi kai */?）为日本大阪府大阪市的立法机关，正式名称为大阪市议会（／ Ōsaka shi gikai）。受大阪都構想影响，未来大阪市政府、大阪市会等大阪市市级政府机构有可能被撤销，相关撤销的机构职能和权力被新设置的大阪都以及其隶属各区分享。现市议员为81名，任期为4年。

## 历史沿革
明治22年（1889年），按照市制规定在大阪市设置大阪市会。虽然按照之后的地方自治法要求更名为市議会，但大阪市仍然习惯沿用「市会」这一称呼，而横浜市、名古屋市、京都市、神戸市也有相似惯例。
过去很长一段时间内自由民主党一直都是市议会内最大政党势力而大阪府知事橋下徹所领导的大阪維新會则推出众多市议员候选人竞选超过半数以上的市议会席位。而12名来自自由民主党中坚、骨干市议员纷纷倒戈加入了大阪維新會。
平成23年（2011年），在2011年的市议会选举中，自由民主党和民主党席位有大幅度下降但大阪維新會也没有获得超过半数市议会席位。
平成25年（2013年）12月，市议会议长美延映夫（大阪維新會）因丑闻被追责被迫辞去议长一职。同月17日因选举议长的会议上大阪維新會没有支持本党议长候选人结果选出自由民主党籍新议长木下吉信。第二年5月又一次选出自由民主党籍新议长床田正勝。

## 办公场所
大阪市政府7楼：市会図書室・特別委員会室・委員会室
大阪市政府8楼：議場(设有旁听席)・会派控室・市会運営委員会室・委員会室・市会事務局・議長室

### 党团
| 党团名称                                  | 議員数 | 政党               |
| ----------------------------------------- | ------ | ------------------ |
| 大阪维新会大阪市议会党团 （大阪維新の会大阪市会議員団）             | 39     | 大阪維新會         |
| 大阪中央大阪市议会议员团 （大阪中央大阪市会議員団）             | 1      | 无党派             |
| 自由民主党、市民俱乐部大阪市议会党团 （自由民主党・市民クラブ大阪市会議員団） | 19     | 自由民主党、无党派 |
| 公明党大阪市议会党团 （公明党大阪市会議員団）                 | 18     | 公明黨             |
| 日本共产党大阪市议会党团 （日本共産党大阪市会議員団）             | 4      | 日本共產黨         |
| 市民连结、生活第一大阪市议会议员团 （市民とつながる・くらしが第一大阪市会議員団）   | 2      | 无党派             |

※截至2019年6月19日。

## 选区明细
| 选区     | 数 | 选区     | 数 |
| -------- | -- | -------- | -- |
| 北区     | 3  | 東淀川区 | 6  |
| 都島区   | 3  | 東成区   | 3  |
| 福島区   | 2  | 生野区   | 5  |
| 此花区   | 2  | 旭区     | 3  |
| 中央区   | 2  | 城東区   | 5  |
| 西区     | 2  | 鶴見区   | 3  |
| 港区     | 3  | 阿倍野区 | 4  |
| 大正区   | 3  | 住之江区 | 4  |
| 天王寺区 | 2  | 住吉区   | 5  |
| 浪速区   | 2  | 東住吉区 | 5  |
| 西淀川区 | 3  | 平野区   | 6  |
| 淀川区   | 5  | 西成区   | 5  |